# Coupe de France féminine 2017/18
Der Wettbewerb um die Coupe de France féminine in der Saison 2017/18 war die 17. Ausspielung des französischen Fußballpokals für Frauenmannschaften. Die Teilnahme ist nur für die Frauschaften der ersten und zweiten Liga verpflichtend.
Titelverteidiger Olympique Lyon, das diesen Wettbewerb die vorangehenden sechs Jahre in Serie gewonnen hatte, gelang es, bis zum Viertelfinale bei einer Gesamtbilanz von 52:0 Toren jedes seiner Spiele zweistellig zu gewinnen, wenn auch stets gegen unterklassige Gegner. Im Endspiel, einer Neuauflage des Vorjahresfinales, allerdings unterlag OL dem Paris Saint-Germain FC. Die Hauptstädterinnen gewannen somit ihren zweiten Landespokaltitel nach 2010.
Der Wettbewerb wird nach dem klassischen Pokalmodus ausgetragen; das heißt insbesondere, dass die jeweiligen Spielpaarungen ohne Setzlisten oder eine leistungsmäßige beziehungsweise ab dem Achtelfinale ohne regionale Vorsortierung der Vereine aus sämtlichen noch im Wettbewerb befindlichen Klubs ausgelost werden und lediglich ein Spiel ausgetragen wird, an dessen Ende ein Sieger feststehen muss (und sei es durch ein Elfmeterschießen – eine Verlängerung bei unentschiedenem Stand nach 90 Minuten ist nicht vorgesehen), der sich dann für die nächste Runde qualifiziert, während der Verlierer ausscheidet. Auch das Heimrecht wird für jede Begegnung durch das Los ermittelt – mit Ausnahme des Finales, das auf neutralem Platz an jährlich wechselnden Orten stattfindet –, jedoch mit der Einschränkung, dass Klubs, die gegen eine mindestens zwei Ligastufen höher spielende Elf anzutreten haben, automatisch Heimrecht bekommen.
Nach Abschluss der von den regionalen Untergliederungen des Landesverbands FFF organisierten Qualifikationsrunden greifen im Zweiunddreißigstelfinale, der sogenannten zweiten Bundesrunde (Deuxième tour fédéral), auch die zwölf Erstligisten in den Wettbewerb ein. Mit Étoile Filante Bastia erreichte erstmals in der Pokalgeschichte eine korsische Frauschaft die vorangegangene erste Bundesrunde, schied darin allerdings aus. Die Besonderheit daran: auf der Insel spielen aufgrund der dort sehr geringen Zahl von Fußballerinnen bisher ausschließlich 8er-Teams um die Meisterschaft, so dass ÉFB ungewohnterweise eine vollständige Elf aufbieten musste. Hingegen gelang es fünf Viert- und mit der AS Bruyères sogar einem Fünftligisten, das Zweiunddreißigstelfinale zu erreichen; von diesen sechs Teams überstanden aber nur die Frauen des Villeneuve-d’Ascq FF diese Runde. Dafür schoben sich die Frauen des Drittligisten Le Havre AC, deren erste Elf zum größten Teil aus Engländerinnen gebildet wird, mit Fortschreiten des Turniers in den Fokus des medialen Interesses. Beginnend mit der ersten Bundesrunde warf „Le HAC“ drei Zweitdivisionäre aus dem Rennen: zunächst die VGA Saint-Maur mit 1:0, danach den FC Rouen (3:1) und FF Issy (5:0). Im Viertelfinale beendete dann mit der ASJ Soyaux ein Erstligist Le Havres Pokalparcours, dessen Frauen sich anschließend mit dem Aufstieg in die zweite Division dafür entschädigten.

## Zweiunddreißigstelfinale
Spiele am 7. Januar 2018. Die Vereine der beiden höchsten Ligen sind mit D1 bzw. D2 gekennzeichnet; i. E. = im Elfmeterschießen
| - FC Fleury (D1) – AS Nancy (D2) 4:3 - CA Paris – Paris FC (D1) 0:10 - AS Portet – HSC Montpellier (D1) 0:7 - AS Muret – ASPTT Albi (D1) 0:8 - FCO Dijon (D2) – Grenoble Foot (D2) 0:2 - Bourges 18 – Stade Reims (D2) 0:3 - Le Havre AC – FC Rouen (D2) 3:1 - AS Saint-Nabord – FC Metz (D2) 0:8 - Douai FF – FF Issy (D2) 1:5 - CS Changé – Stade Brest (D2) 0:5 - Clermont Foot – AS Saint-Étienne (D2) 1:6 - SF Orvault – Le Mans FC (D2) 2:2 (2:4 i. E.) - OGC Nizza – FC Toulouse (D2) 0:1 - AS Bruyères – FC Chéran 1:4 - ESTC Poitiers – CPBB Rennes 1:1 (4:5 i. E.) - Villeneuve-d’Ascq FF – FC Lillers 1:0 | - Paris Saint-Germain FC (D1) – OSC Lille (D1) 1:0 - FC Aurillac-Arpajon (D2) – AF Rodez (D1) 0:5 - Racing Besançon – Olympique Lyon (D1) 0:20 - US Sainte-Luce-sur-Loire – Girondins Bordeaux (D1) 1:7 - AS Mazères Uzos Rontignon – ASJ Soyaux (D1) 0:8 - FCE Arlac-Mérignac – EA Guingamp (D1) 0:9 - Avant Garde Caen – Olympique Marseille (D1) 0:6 - Arras FCF (D2) – ESAP Metz (D2) 1:1 n. V. (4:3 i. E.) - FC Vendenheim (D2) – FF Yzeure AA (D2) 1:2 - ESOF La Roche (D2) – US Saint-Malo (D2) 0:0 (4:3 i. E.) - FC Bergot Brest – Croix Blanche OSL Angers (D2) 0:4 - AS Pierrots Vauban Strasbourg – Croix de Savoie Ambilly (D2) 1:0 - ES Montrond-les-Bains – FCF Monteux 2:4 - FC Saint-Cyprien Latour – Olympique Valence 2:3 - UC Paris 13e – AS La Sanne Saint-Romain 2:0 - Racing Club Saint-Denis – FC La Rochette Vaux-le-Pénil 1:0 |

## Sechzehntelfinale
Spiele am 27./28. Januar 2018.
| - HSC Montpellier (D1) – ASPTT Albi (D1) 2:0 - Grenoble Foot (D2) – AF Rodez (D1) 1:3 - Arras FCF (D2) – Le Mans FC (D2) 3:2 - Villeneuve-d’Ascq FF – Stade Reims (D2) 1:4 - UC Paris 13e – FC Metz (D2) 1:8 - Le Havre AC – FF Issy (D2) 5:0 - CPBB Rennes – Stade Brest (D2) 1:4 - FCF Monteux – FC Toulouse (D2) 0:1 | - Paris FC (D1) – Paris Saint-Germain FC (D1) 0:2 - Olympique Marseille (D1) – FC Fleury (D1) 2:0 - Olympique Lyon (D1) – FF Yzeure AA (D2) 10:0 - EA Guingamp (D1) – Croix Blanche OSL Angers (D2) 4:0 - ESOF La Roche (D2) – Girondins Bordeaux (D1) 1:0 - Racing Club Saint-Denis – ASJ Soyaux (D1) 0:5 - Olympique Valence – AS Saint-Étienne (D2) 2:3 - AS Pierrots Vauban Strasbourg – FC Chéran 1:0 |

## Achtelfinale
Spiele am 10./11. Februar, zwei Nachholspiele am 4. bzw. 25. März 2018
| - Olympique Lyon (D1) – FC Toulouse (D2) 11:0 - EA Guingamp (D1) (a) – Stade Brest (D2) 0:3 - Stade Reims (D2) – Arras FCF (D2) 1:1 (6:7 i. E.) - AS Saint-Étienne (D2) – FC Metz (D2) 1:1 (4:2 i. E.) | - Paris Saint-Germain FC (D1) – AF Rodez (D1) 5:1 - Olympique Marseille (D1) – HSC Montpellier (D1) 1:1 (4:5 i. E.) - ESOF La Roche (D2) – ASJ Soyaux (D1) 1:4 - Le Havre AC – AS Pierrots Vauban Strasbourg 4:0 |

## Viertelfinale
Spiele am 14./15. April 2018
| - Stade Brest (D2) – HSC Montpellier (D1) 0:4 - Le Havre AC – ASJ Soyaux (D1) 0:4 | - Arras FCF (D2) – Olympique Lyon (D1) 0:11 - AS Saint-Étienne (D2) – Paris Saint-Germain FC (D1) 0:3 |

## Halbfinale
Spiele am 7. Mai 2018
| - Olympique Lyon (D1) – HSC Montpellier (D1) 4:0 | - ASJ Soyaux (D1) – Paris Saint-Germain FC (D1) 0:3 |

## Finale
Spiel am 31. Mai 2018 im Stade de la Meinau von Strasbourg vor 12.480 Zuschauern
- Paris Saint-Germain FC – Olympique Lyon 1:0 (1:0)

### Aufstellungen
Paris: Christiane Endler – Ève Périsset, Erika, Irene Paredes, Ashley Lawrence – Aminata Diallo, Formiga  (Jennifer Hermoso, 77.), Onema Grace Geyoro – Marie-Laure Delie, Marie-Antoinette Katoto (Sandy Baltimore, 86.), Kadidiatou Diani
Trainer: Bernard Mendy
Lyon: Pauline Peyraud-Magnin – Lucy Bronze, Kadeisha Buchanan, Wendie Renard , Selma Bacha (Shanice van de Sanden, 23.) – Saki Kumagai (Delphine Cascarino, 46.), Amandine Henry, Dzsenifer Marozsán, Amel Majri (Griedge Mbock Bathy, 82.) – Eugénie Le Sommer, Ada Hegerberg
Trainer: Reynald Pedros
Schiedsrichterin: Florence Guillemin, Schiedsrichterassistentinnen: Camille Soriano und Céline Bagrowski, Vierte Offizielle: Victoria Beyer

### Tore
1:0 (16.) Katoto

### Besondere Vorkommnisse
PSGs Cheftrainer Patrice Lair, der den Verein zur neuen Saison verlassen wird, hatte sich für diese Begegnung krankgemeldet, so dass sein Assistent ihn bei diesem Endspiel vertreten musste.
Nach knapp 60 Spielminuten musste die Partie wegen eines heftigen Gewitters unterbrochen werden. Dem Wortlaut des Wettbewerbsreglements zufolge darf eine solche Unterbrechung nicht länger als 45 Minuten dauern; sonst muss das Spiel binnen 48 Stunden vollständig neu ausgetragen werden. Die Schiedsrichterin hat diese Regel mit Unterstützung des anwesenden FFF-Präsidenten Noël Le Graët aber sehr großzügig ausgelegt und pfiff das Match nach gut einer Stunde wieder an.
Die fast 12.500 Zuschauer, von denen allerdings zahlreiche das Stadion während der Unterbrechung verließen, stellten eine neue Bestmarke für ein französisches Frauenpokalfinale dar.